# SIPRNet

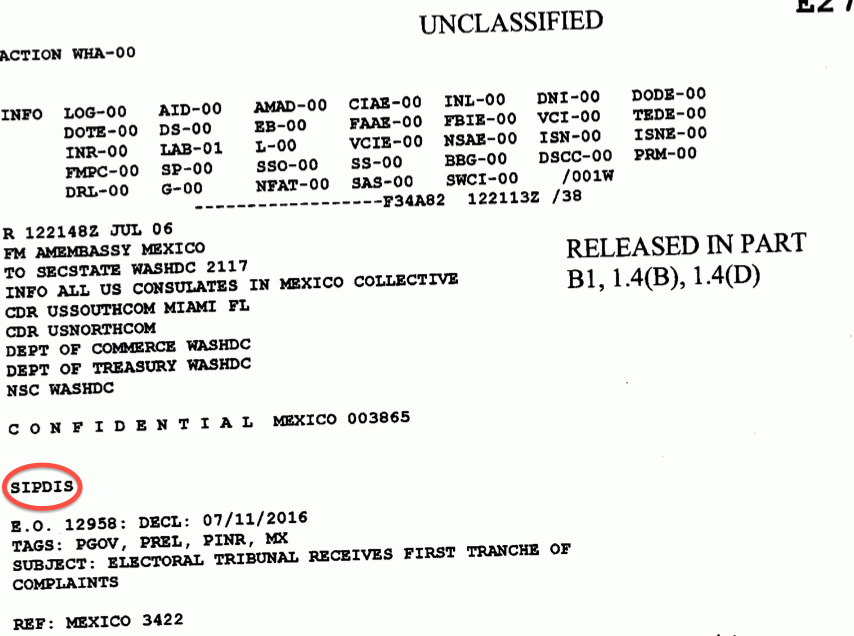
Encabezado de un telegrama desclasificado del Departamento de Estado con la marca "SIPDIS" en rojo

El protocolo secreto de redes de enrutado de internet (Secret Internet Protocol Router Network, SIPRNet) es la versión secreta de Internet que opera el Departamento de Defensa de Estados Unidos.
Es un sistema de redes de computadoras interconectadas utilizado por el Departamento de Defensa de Estados Unidos y el Departamento de Estado norteamericano para trasmitir información secreta, en un entorno absolutamente seguro, que excede las prestaciones del protocolo TCP/IP.  También provee servicios como acceso a documentos de hipertexto y correo electrónico, SIPRNet es el componente secreto de la red de sistemas de información de defensa de Estados Unidos,

## Acceso

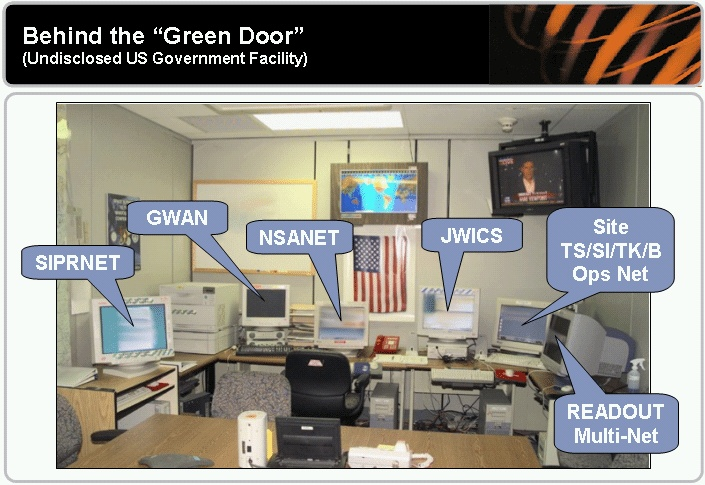
Centro de comunicaciones seguras con SIPRNET, GWAN, NSANET y acceso JWICS

Según el manual de desarrollo web del Departamento de Estado, la estructura de dominios y convenciones de nombres del sistema son las mismas que en la red Internet (civil), salvo por el añadido de un dominio de segundo nivel como por ejemplo "sgov" entre "state" y "gov": openforum.state.sgov.gov.
Los archivos originarios de SIPRNET están marcados por una etiqueta en su encabezado: "SIPDIS" (SIPrnet DIStribution). Un dominio de segundo nivel "smil.mil" existe para usuarios DoD.
Según el Pentágono, SIPRNet tiene aproximadamente medio millón de usuarios. El acceso también está disponible a un pequeño grupo de aliados de confianza, incluyendo Australia, Canadá, Reino Unido y Nueva Zelanda.
SIPRNet fue supuestamente una de las redes accedida por Bradley Manning, quien filtró el vídeo "Collateral Murder" difundido por Wikileaks. así como la fuente de las filtraciones de cables diplomáticos publicados en Wikileaks en noviembre de 2010.